# Antonella Falcione
María Antonella Falcione, née le 28 janvier 1991 à Villa Carlos Paz, est une joueuse professionnelle de squash représentant l'Argentine. Elle atteint en juillet 2014 la  65e place mondiale sur le circuit international, son meilleur classement. Elle est médaillée aux Jeux sud-américains de 2010 et aux Jeux sud-américains de 2018 en double et par équipes. Elle est championne d'Argentine en 2018.

## Biographie
En 2013, elle devient la première joueuse argentine à disputer et à remporter une finale WSA lors de l'Open de Tasmanie,.

## Palmarès

### Titres
- Championnats d'Argentine : 2018[4]

### Finales
- Championnats d'Argentine : 2019[5]